# محمد رضا آزادي
محمد رضا آزادي (بالفارسية: محمدرضا آزادی) هو لاعب كرة قدم إيراني في مركز الهجوم، ولد في 7 ديسمبر 1999 في نقدة في إيران يلعب في نادي العروبة الإماراتي. لعب مع نادي تراكتور سازي.

## وصلات خارجية
- محمد رضا آزادي على موقع قاعدة بيانات كرة القدم.إي يو (الإنجليزية)
- محمد رضا آزادي على موقع Soccerway.com (الإنجليزية)
- محمد رضا آزادي على موقع عالم كرة القدم.نت (الإنجليزية)
- محمد رضا آزادي على موقع كووورة